# لوئیجی سکارابلو

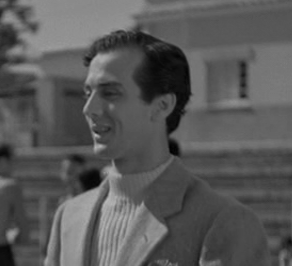
لوئیجی سکارابلو

لوئیجی سکارابلو (به ایتالیایی: Luigi Scarabello) بازیکن فوتبال و اهل ایتالیا است که از سال ۱۹۳۶ میلادی عضو تیم ملی فوتبال ایتالیا بوده و در ۲ بازی ملی حضور داشته‌است. او در بازی‌های ملی‌اش گلی به ثمر نرساند.
لویجی سکارابلو آخرین بازی ملی خود را در سال ۱۹۳۹ میلادی انجام داد.